# قصر دبانة
قصر دبانة أو دار علي آغا الحمود أو دار دبانة أو دار دباني، هو قصر فخم على الطراز العربي-العثماني في صيدا، لبنان. شيده علي آغا الحمود كمسكن خاص في 1721، وهو أحد وجهاء صيدا المنحدرين من سلسلة طويلة من المعماريين. بُني القصر حول باحة مركزية بلا أي إطلالات على مستوى الشارع لضمان خصوصية قاطنيه. لم يتبق من أجنحة القصر الأصلية سوى الردهة أو السلاملك؛ كما يتميز بنافورة داخلية وزخارف متقنة من الفسيفساء الملونة والمقرنصات وأسقف منحوتة من خشب الأرز اللبناني. تغيرت ملكية القصر ووظائفه بعد أفول نفوذ آل حمود السياسي وثرواتهم. اشترت أسين خلاط دبانة، زوجة أحد تجار الحرير الأثرياء، الجزء الغربي من القصر، بما في ذلك السلاملك في 1859. عُرفت الدار منذ ذلك الحين باسم قصر دبانة أو دار دبانة؛ ظل القصر مسكناً خاصاً لعائلة دبانة لغاية أولى سنوات الحرب الأهلية اللبنانية في 1976، حيث تعرض القصر خلالها للتدمير والنهب، ثم رُمم وتحول إلى متحف خاص عقب انتهاء الحرب.

## تاريخه

### خلفية تاريخية
أدخل العثمانيون نظام ضريبة الالتزام إبان عهد السلطان محمد الفاتح خلال القرن الخامس عشر، حيث كان الملتزم مسؤولاً عن تحصيل الإيرادات من المقاطعة، وهي قطعة أرض مملوكة للدولة العثمانية. وتراوحت مدة الالتزام من سنة إلى اثنتي عشرة سنة. حل نظام المالكان [الإنجليزية] محل نظام الالتزام في 1695، حيث مُنحت عقود الضرائب الزراعية (المالكان) لمدى الحياة، وأمكن للمستأجر أن يمنح المالكان لوريث إذا وافقت الخزانة. في ظل كلا النظامين، مُنحت حقوق تحصيل الإيرادات لمن يدفع أعلى سعر والذي يمكنه الاحتفاظ بالأرباح بعد توريدها إلى الباب العالي (الحكومة العثمانية).
تطورت طبقة الأعيان [الإنجليزية]، وهي طبقة من الوجهاء أو العائلات المحلية، لتصبح المالك الرئيسي لهذه الحقوق. فقد كانوا أكثر كفاءة من الولاة عبر نظام التيمار السابق في تحويل الإيرادات إلى الباب العالي، ومنحتهم طبيعتهم المحلية معرفة أكبر بسياسة المنطقة ومصلحة راسخة في نجاحه.
استقر أعيان آل حمود في مدينة صيدا الساحلية خلال القرن السادس عشر أو السابع عشر وأصبحوا جباة ضرائب منذ أوائل القرن الثامن عشر. مستفيدين من الإصلاح المالي لعام 1695، الذي منحهم عقود المالكان مدى الحياة، مما زاد من هيمنتهم السياسية وثرواتهم باضطراد. كان التطوير الحضري حكراً على المسؤولين العثمانيين غير المحليين قبل "عصر الأعيان". كان آل حمود من بين وجهاء صيدا الآخرين الذين رعوا مشاريع التنمية الحضرية واسعة النطاق، بما في ذلك بناء المساكن الخاصة والمساجد والحمامات العامة والخانات والمدارس، من بين المباني الأخرى. كان مصطفى الكتخدا، أحد أعيان آل حمود خلال النصف الأول من القرن السابع عشر، أول من ترك دليلاً معمارياً مادياً على انخراط العائلة في التنمية الحضرية. حيث كُلف الكتخدا ببناء مسجد الكيخيا في صيدا في 1634-1645. كان مصطفى آغا الحمود أول أعيان آل حمود ممن أمكن التعرف عليهم في السجلات المكتوبة في أوائل القرن الثامن عشر. حيث كان معمارياً واسع الإنتاج. ومن بين تكليفاته الحمام الجديد بالمدينة وتوسيع مسجد البحر.
تابع نجل مصطفى، علي آغا الحمود، نشاط العائلة المعماري والذي أصبح جابي ضرائب صيدا حوالي أواخر العقد الأول من القرن الثامن عشر وشغل هذا المنصب حتى حوالي 1735؛ وكان علي، كأبيه، ناظراً للوقف. وقد شيد اثنين من أرقى المساكن الخاصة في المدينة لإبراز ثروته؛ كما بنى مرافق عامة بما في ذلك خان الحمُص وحمام الورد.

### تاريخ القصر

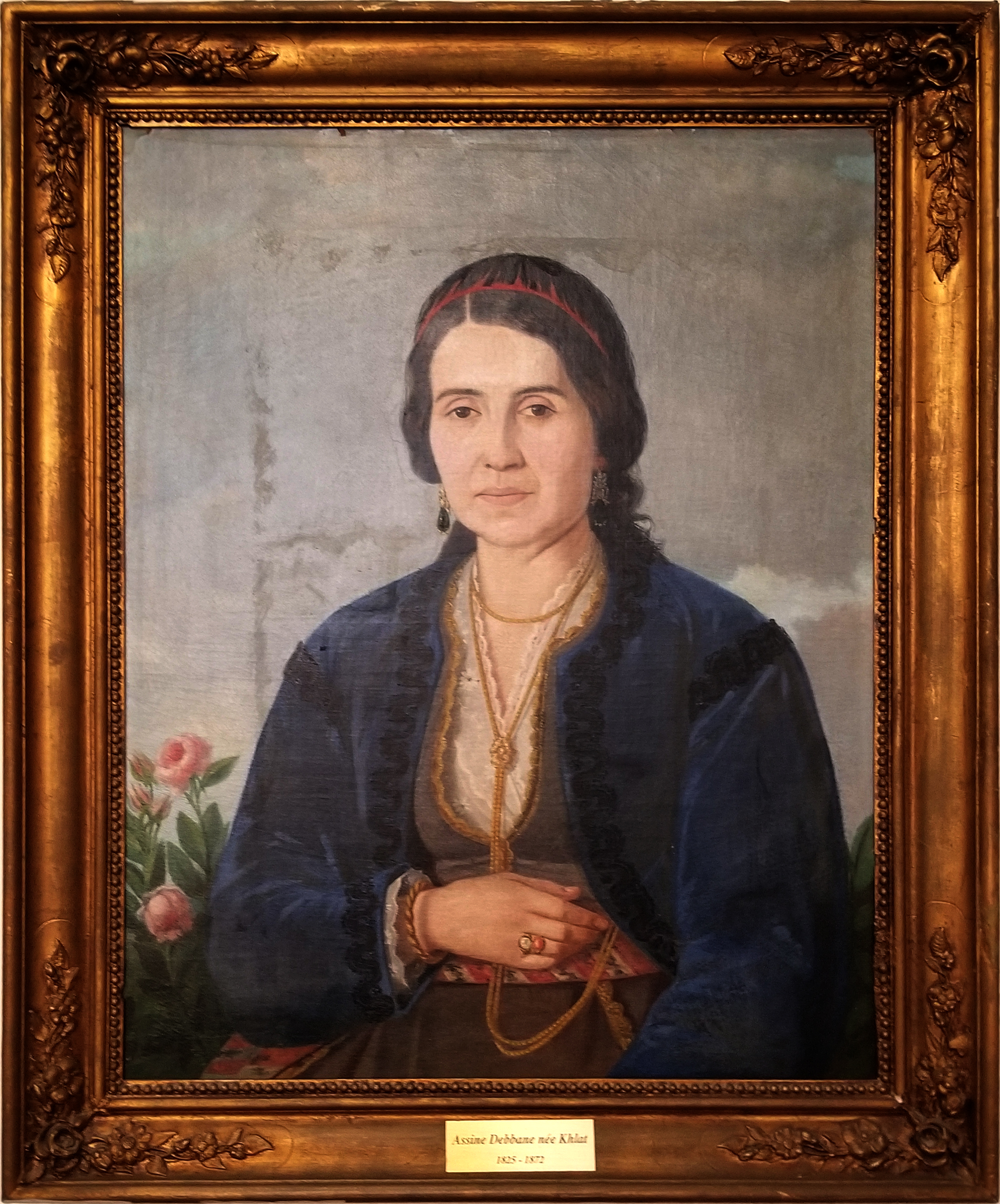
لوحة لأسين خلاط (1825–1872)

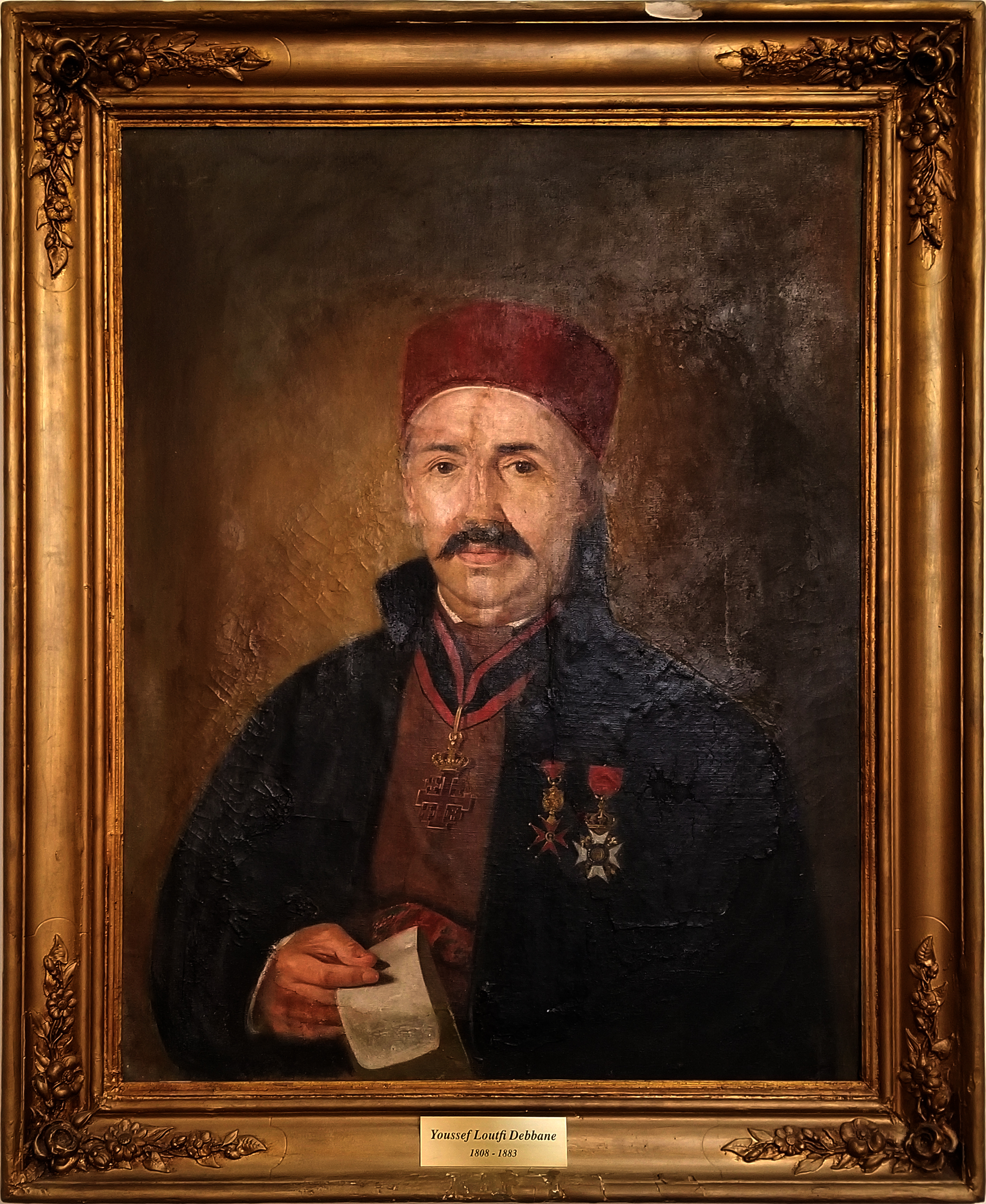
لوحة ليوسف لطفي دبانة (1808-1883)

بُنيت دار علي آغا الحمود في 1721 على يد علي آغا الحمود في الجزء الشرقي من مدينة صيدا. يؤكد نقش جداري على باب القاعة يعود تاريخه إلى 1730-1731 (1143 هـ) أن علي الحمود كان صاحب الدار. ورث أحمد الحمود الوظائف العامة عن والده علي في أواخر ثلاثينيات القرن الثامن عشر. فواجه العديد من الدعاوى القضائية والمشاكل المالية بالإضافة إلى علاقاته المتوترة مع والي صيدا العثماني. واتهم ببيع ممتلكات الوقف للفرنسيين. في عام 1739، عُين متسلماً (نائباً للوالي) على صيدا، لكنه خسر في النهاية نفوذه السياسي ومصدر ثروته مع صعود الزعيم المحلي وجامع الضرائب ظاهر العمر إلى السلطة. وبوفاة أحمد، توقف نشاط التطوير العمراني لآل حمود. وتحول قصر العائلة إلى مقر مكتب حكومي عثماني، بعد خسارة آل حمود لنفوذهم. وقد وُصف القصر بأنه سراي (مقر حكومي) في أرشيفات المدينة لعام 1871، وباسم دار الحكومة القديمة في 1901، مما يشير إلى أنه كان يستخدم في ذلك الوقت كمبنى إداري عثماني محلي.

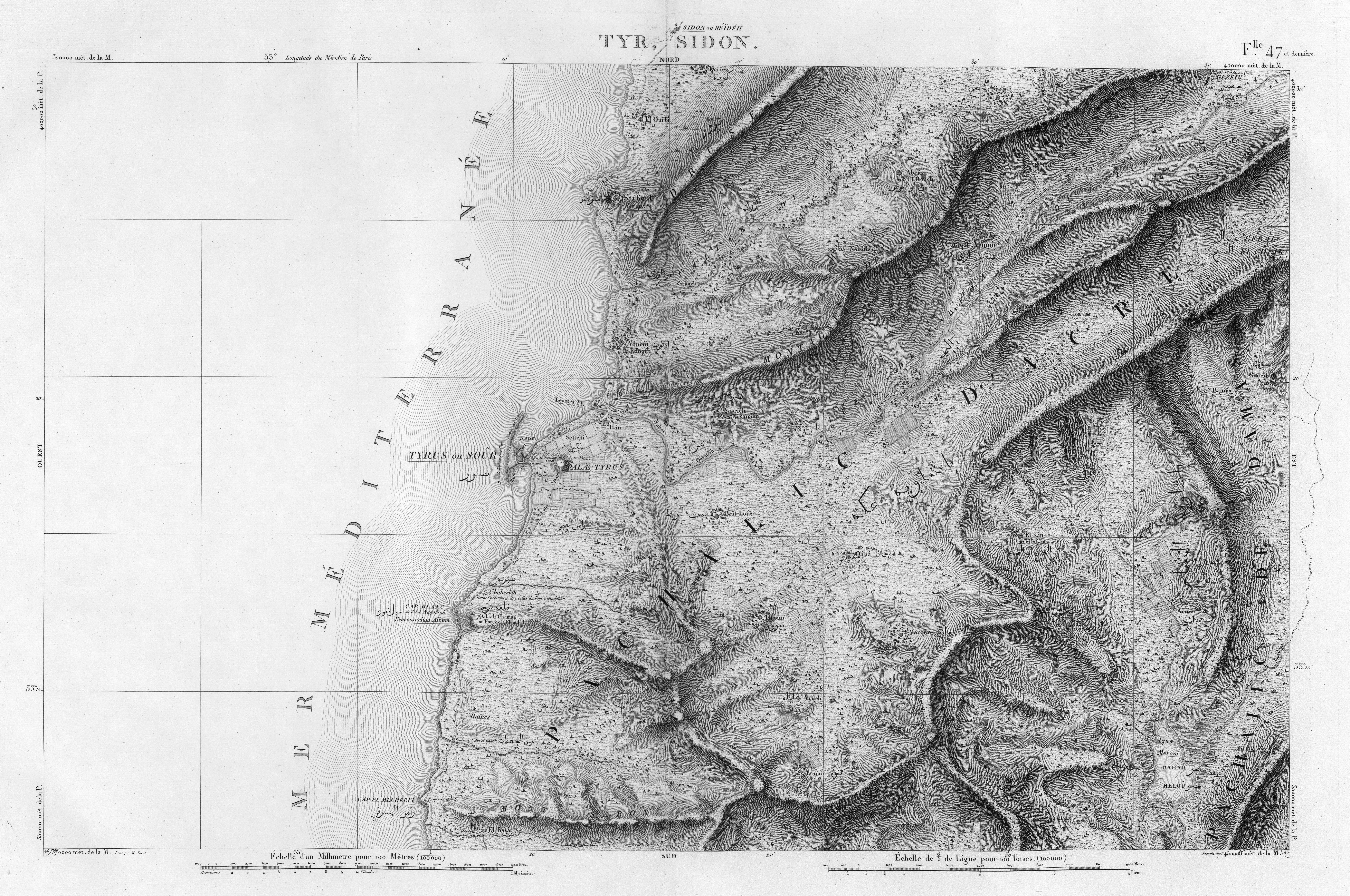
صيدا على خريطة تعود لعام 1800. كانت صيدا عاصمة الإيالة التي تحمل ذات الاسم، حتى نقل أحمد باشا الجزار العاصمة إلى عكا في 1775.

استحوذت عائلة صاصي على الحرملك في 1856، في الطرف الشرقي من القصر ليكون قصراً خاصاً بهم. اشترت آسين خلاط، زوجة يوسف دبانة وهو تاجر الحرير ومُربي دود القز الغني، الجزء الغربي من القصر، بما في ذلك السلامليك في 1859. عُرفت الدار منذ ذلك الحين باسم قصر دبانة أو دار دبانة. أصبح القصر مسكناً خاصاً لعائلة دبانة منذ 1859 حتى السنوات الأولى للحرب الأهلية اللبنانية في 1976. تعرضت صيدا للقصف خلال الحرب، وانتقلت مالكة القصر ماري عودة دبانة إلى بيروت، تاركة القصر دون حراسة. كان القصر محتلاً من قبل مئات اللاجئين الفلسطينيين الذين فروا من الصراع في مدينة صور في فبراير 1978؛ تعرض القصر لمزيد من الضرر والنهب من قبل رجال الميليشيات الذين استقروا هناك في 1983.
أدرجت وزارة الثقافة اللبنانية القصر كنصب تاريخي في 1968. تخلى جورج وفرانسوا وجان دبانة وماري دبانة نجار عن حقوقهم في الملكية باعتبارهم ورثة لمؤسسة دبانة في 1999. تعتبر مؤسسة دبانة وقف ديني ملكي، تديره لجنة تمثل عائلة دبانة، ومدير عام آثار لبنان، ورئيس بلدية المدينة، ومطران صيدا للروم الكاثوليك. رممت مؤسسة دبانة القصر في عام 2000 بتكلفة تقريبية قدرها 2.5 مليون دولار. وافتُتح القصر كمتحف خاص خلال ندوة اليونسكو 2001 في صيدا.

## عمارته

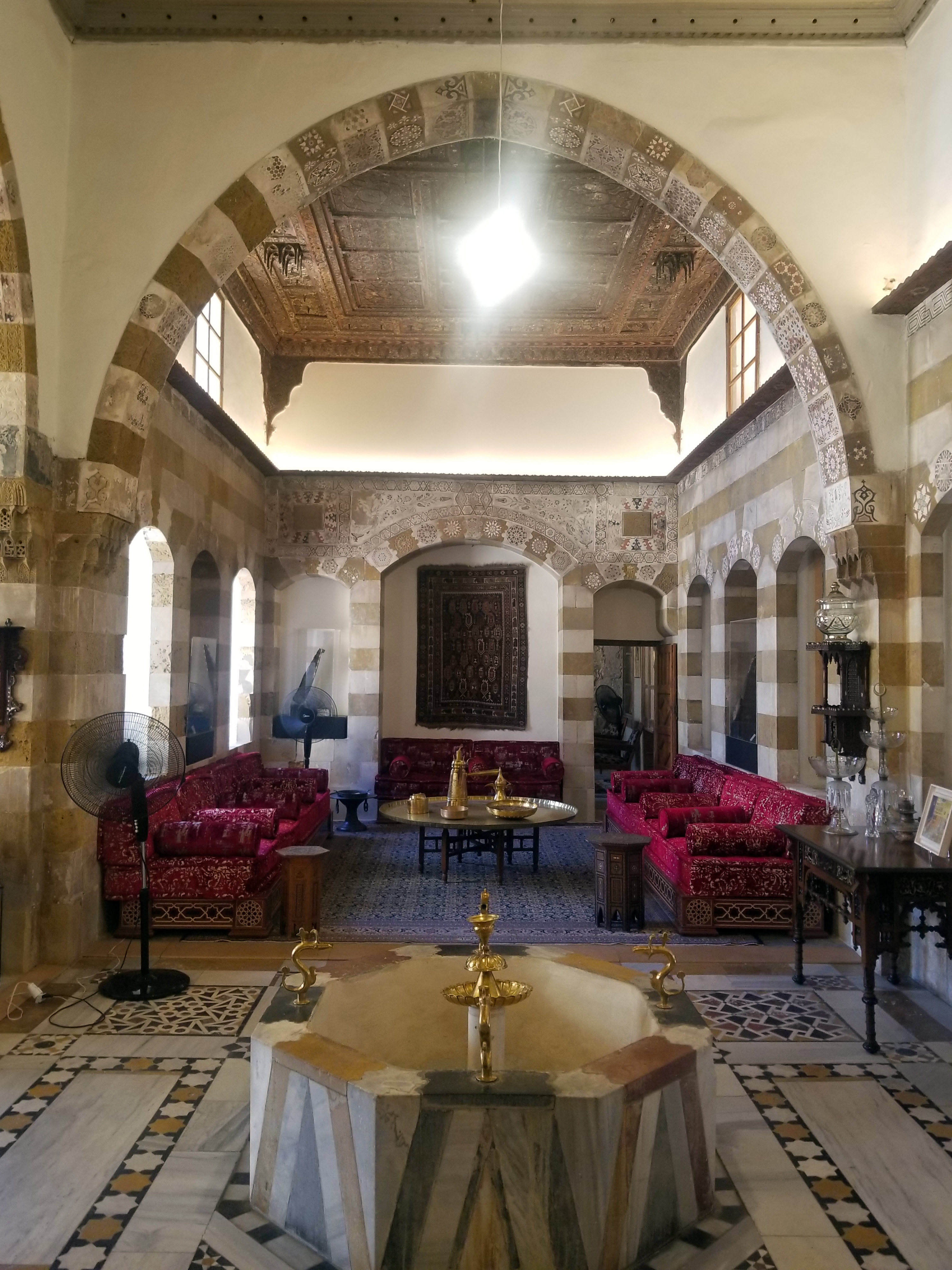
إحدى قاعات السلاملك في قصر الدبانة

شٌيد القصر على الطراز العربي العثماني مع سمات معمارية مميزة لدار ذات فناء مركزي. يضمن هذا النموذج المعماري خصوصية السكان عن طريق إزالة المنافذ المواجهة للشارع. يشغل الطابق الأرضي محلات تجارية وإسطبل مهجور وحديقة. ويرتفع الفناء عن مستوى الشارع. ويمكن الوصول إليه عن طريق درج ضيق وشرفة مدخل مفتوحة على السوق. يحتوي الفناء على نافورة مياه في وسطه ويتيح الوصول إلى جميع أجنحة القصر التي تعود للقرن الثامن عشر، بما في ذلك السلامليك والحرملك الخاص المندثر حالياً. يشمل السلاملك المتبقي قاعات الاستقبال والقاعة الكبرى المزخرفة على الطراز الدمشقي. تتكون القاعة من منطقة جلوس مرتفعة (طزر) حيث يجلس ضيوف الشرف على الديوان. يسبق الطزر «العتبة»، وهي منطقة استقبال أقل بخطوة من الطزر، حيث يُرحب بالضيوف العاديين. تُزين القاعة الفسيفساء المبرقشة والمقرنصات والأسقف المنحوتة من خشب الأرز اللبناني. ويؤدي الفناء المركزي أيضاً إلى إيوان محاط بغرفتي استقبال ومناطق خدمات مختلفة.

### التعديلات
لم يتبق سوى السلاملك والإيوان ومناطق الاستراحة من المخطط الأصلي للقصر في القرن الثامن عشر، ونُقض الحرملك خلال القرن التاسع عشر. أضافت عائلة دبانة طابقين إلى القصر على الطراز الشرقي الكلاسيكي الجديد لاستيعاب عائلتهم الكبيرة، خلال أعمال التجديد التي أجريت بين عامي 1917 و1920. كما وُسع الفناء المفتوح عمودياً من خلال إضافة رواق مغطى بسقف من القرميد الأحمر من أربعة جوانب. صُمم الرواق الجديد على الطراز الدمشقي بزخارف من الحجر الأبلق تمتد على جميع جوانبه. أضيفت فيما بعد طيارة، وهي عبارة عن هيكل يشبه البرج، على شرفة الطابق الثاني.

## المقتنيات وساحات العرض

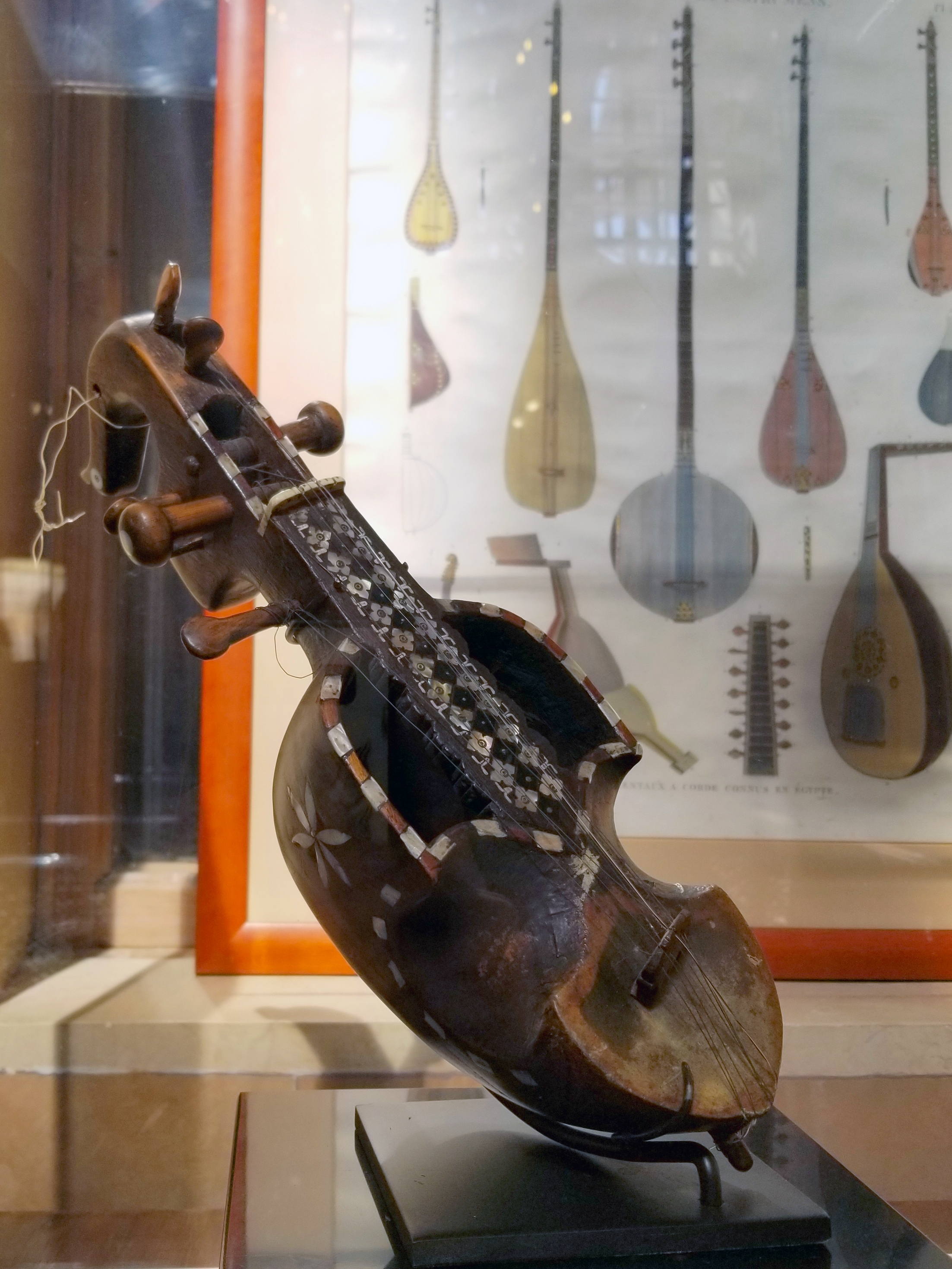
آلة موسيقية وترية عثمانية معروضة في المتحف.

توفر غرف ومفروشات الطابق الأرضي الفخمة في قصر دبانة لمحة عن منزل عثماني تقليدي. تحتوي غرف السلاملك بالإضافة إلى أثاث وديكور العصر العثماني، على مجموعة من الآلات الموسيقية المصنوعة من الخشب والمطعمة بالعاج من العصر العثماني من سوريا بما في ذلك العود والبزق. يضم المتحف أيضاً ستة مساحات عرض؛ تشغل هذه الغرف غرف النوم التي بنيت في أوائل القرن العشرين. ستستضيف إحدى الغرف المتحف الافتراضي المخطط لمقبرة ملوك صيدا؛ وسيتضمن هذا المعرض صوراً عالية الدقة لمجموعة التوابيت الصيداوية الملكية. اكتُشفت هذه التوابيت الستة عشر في 1887 في بستان شمال شرق المدينة بالقرب من قرية الهلالية؛ وقد نقلها العثمانيون بعد اكتشافها إلى متحف إسطنبول الأثري. تشمل مساحة المعرض مكتبة القاضي وأستاذ القانون فرانسوا دبانة؛ وتضم أكثر من 2500 عمل منها 50 كتاباً نادراً. وتعرض الغرفة الثالثة تاريخ عائلة دبانة وشجرة النسب. فيما تضم الطيارة مجموعة من الأفلام والصور الفوتوغرافية القديمة لمدينة صيدا.

## المراجع

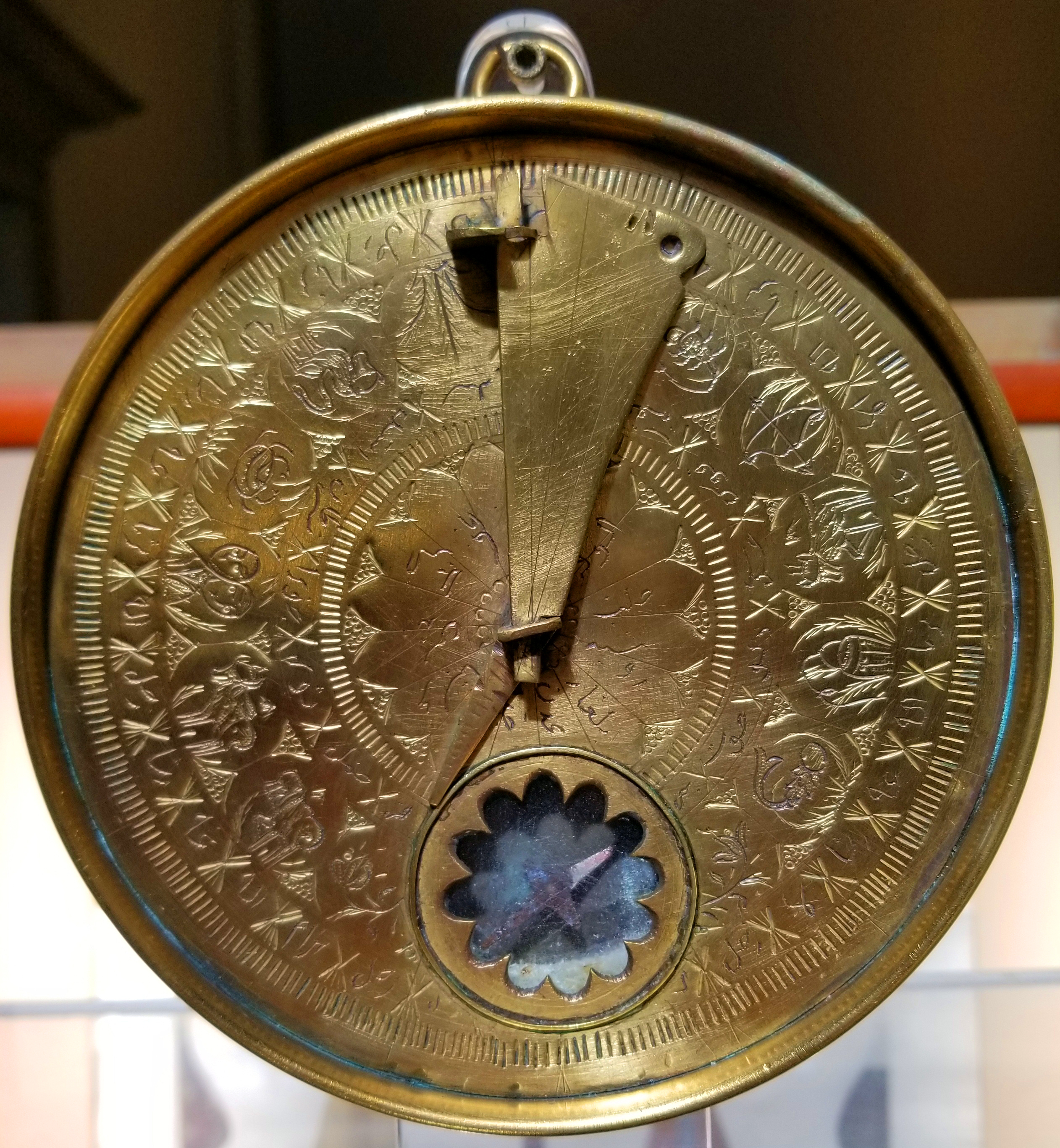
مزولة على الطراز العثماني مع عقرب مطوي وبوصلة. وتتميز بأسماء جغرافية منقوشة باللغة العربية ورموز الأبراج.

## الملاحظات
1. ↑  جاء ذكر مصطفى آغا الحمود بالسلب في العديد من التقارير القنصلية الفرنسية التي يعود تاريخها إلى وقت تشييد مبانيه. كذلك شارك في ترميم العقارات الأخرى بالإضافة إلى نشاطه في البناء، بصفته متولي للوقف، أو ناظر قطعة أرض أو مبنى مملوك لجمعية خيرية إسلامية. توفي مصطفى حوالي 1721، وفي ذلك الوقت لم يعد يُذكر في التقارير القنصلية.[11]
2. ↑  تشمل مساكن علي آغا الحمود الخاصة داره التي تحمل اسمه وقصراً آخر تحول إلى مدرسة تُعرف باسم مدرسة عائشة أم المؤمنين والتي أصبحت أكاديمية التواصل والقيادة حالياً.[13]
3. ↑  قاعة مقببة محاطة بسور من ثلاث جهات، مع جهة مفتوحة بالكامل

### فهرس المراجع
1. 1 2  "عام / قصر دبانه حكاية آخر القصور العثمانية في لبنان / تقرير / إضافة أولى واخيرة وكالة الأنباء السعودية". مؤرشف من الأصل في 2023-10-02. اطلع عليه بتاريخ 2023-09-02.
2. ↑  "قصر دبانة". مؤرشف من الأصل في 2023-02-09. اطلع عليه بتاريخ 2023-09-02.
3. ↑  Çizakça 1996, p.141
4. 1 2  Çizakça 1996, p.140
5. ↑  Barnes 1987, p.67-68
6. ↑  Piterberg 1990, pp.284-285
7. 1 2  Weber 2010, p.217
8. ↑  Weber 2010, p.217, 222
9. ↑  Weber and Sluglett 2010, pp.225-237
10. 1 2  Weber 2010, p.222
11. ↑  Weber 2010, pp.217-218
12. ↑  Weber 2010, pp.219-220
13. ↑  "أكاديمية التواصل والقيادة / مدرسة عائشة أم المؤمنين". مؤرشف من الأصل في 2023-05-29. اطلع عليه بتاريخ 2023-09-02.
14. ↑  Weber 2010, p.235
15. 1 2  Weber 2014, p.52
16. 1 2 3 4 5 6 7 8 9 10 11 12 13 14 15  Diaz, Cécilia (13 Jun 2017). "Le palais Debbané : fleuron de l'architecture arabo-ottomane sidonienne" [The Debbane palace: A flagship of Arabo-Ottoman Sidonian architecture]. AgendaCulturel (بالفرنسية). Archived from the original on 2019-12-23. Retrieved 2020-07-15.
17. 1 2 3  Weber 2014, p.65
18. ↑  Weber 2010, pp.221-222
19. ↑  Deguilhem 2008, p.950
20. 1 2  Debbané Foundation (2001). "The museum chronology". www.museumsaida.org. مؤرشف من الأصل في 2020-08-06. اطلع عليه بتاريخ 2020-08-06.
21. ↑  Ghoussayni, Bayyati 2018, p.470
22. 1 2 3  Makaron 2007, p.410
23. ↑  Harris, Beth; Zucker, Steven (2013). "Qa'a: The Damascus room (video)". Khan Academy (بالإنجليزية). Khan Academy. Archived from the original on 2020-07-16. Retrieved 2020-07-16.
24. ↑  Makaron 2007, pp.410, 412
25. ↑  Porter, Leila Molana-Allen & Lizzie (7 May 2018). "Did Syria create the world's first song?". www.bbc.com (بالإنجليزية). Archived from the original on 2020-07-16. Retrieved 2020-10-15.

### المعلومات الكاملة للمراجع
- - Barnes, John Robert (1987). An Introduction to Religious Foundations in the Ottoman Empire (بالإنجليزية). BRILL. ISBN:978-90-04-08652-4. Archived from the original on 2023-06-06.
- Çizakça, Murat (1996). A Comparative Evolution of Business Partnerships: The Islamic World and Europe, With Specific Reference to the Ottoman Archives (بالإنجليزية). BRILL. ISBN:978-90-04-10601-7. Archived from the original on 2023-06-11.
- Deguilhem, Randi (22 Aug 2008). Jayyusi, Salma Khadra; Holod, Renata; Petruccioli, Antillio; Raymond, André (eds.). The City in the Islamic World (2 vols) (بالإنجليزية). BRILL. ISBN:978-90-474-4265-3. Archived from the original on 2023-06-07.
- Ghoussayni, F.; Ali, A.; Bayyati, A. (24 Dec 2018). "Rehabilitation of historical cities in the mediterranean using modular patterns – case study of Sidon". Lebanese Science Journal (بالإنجليزية). 19 (3): 455–476. DOI:10.22453/LSJ-019.3.410431. ISSN:1561-3410.
- Makaroun Bou Assaf, Yasmine (2007). "Les apports de l'archéologie du Bâti au diagnostic : le Palais Debbané à Saida (Liban) entre mémoires et quête d'identité" (PDF). Bâti Edificio Building (بالفرنسية). RehabiMed. Archived from the original (PDF) on 2020-07-17.
- Piterberg، Gabriel (1990). "The Formation of an Ottoman Egyptian Elite in the 18th Century". International Journal of Middle East Studies. ج. 22 ع. 3: 275–289. DOI:10.1017/S0020743800034073. ISSN:0020-7438. JSTOR:164128.
- Sluglett, Peter; Weber, Stefan (12 Jul 2010). Syria and Bilad al-Sham under Ottoman Rule: Essays in honour of Abdul Karim Rafeq (بالإنجليزية). BRILL. ISBN:978-90-04-19104-4. Archived from the original on 2023-06-14.
- Weber, Stephan (25 Mar 2014). Kaiser, Wolfang (ed.). La loge et le fondouk. Les dimensions spatiales des pratiques marchandes en Méditerranée Moyen Age - Epoque moderne (بالفرنسية). KARTHALA Editions. ISBN:978-2-8111-0983-7. Archived from the original on 2023-06-11.

## وصلات خارجية
- قصر دبانة.. إرث ثقافي عثماني بالجنوب اللبناني - الجزيرة نت - الجزيرة
- قصر علي آغا حمود في صيدا القديمة تحفة أثرية ومحطة سياسية وثقافية في التاريخ - النهار
- قصر دبانة في صيدا آخر القصور العثمانية في لبنان - هنا لبنان
- قصر دبانة - اكتشف صيدا